# チーロ・メノッティ
チーロ・メノッティ(イタリア語: Ciro Menotti、1798年1月22日 - 1831年5月26日)は、イタリアのイタリア統一運動時代の革命家、愛国者である。イタリア統一運動の初期にあたる中部イタリア革命の初期で主導的な役割を果たした。

## 生涯

### 革命まで

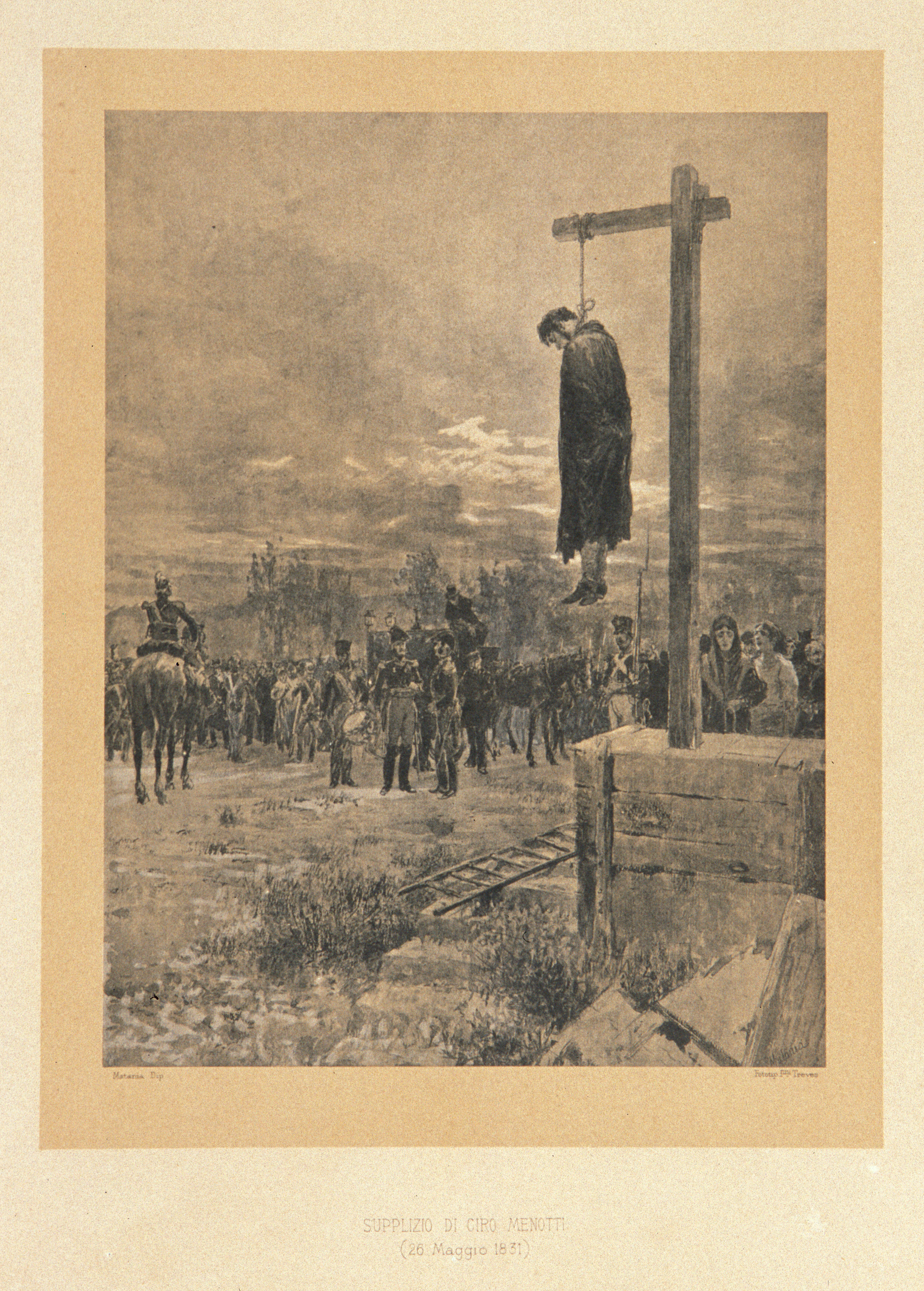
絞首刑に処されたメノッティ

ナポレオン体制下の1798年1月22日、チザルピーナ共和国のカルピにチーロ・メノッティは生まれた。少年期より立憲主義や自由主義に情熱を注ぎ、1817年の段階ではすでにカルボナリの一員であった。オーストリア帝国の支配からモデナ公国を解放する事を標榜し、女性活動家のクリスティーナ・トリブルツィオ・ディ・ベルジョイオーゾなどと頻繁に連絡を取っていた。
1829年10月には中部イタリアでの蜂起を目指す弁護士エンリコ・ミズレイと接触、これが転機となって本格的に蜂起を目指すようになる。そしてメノッティは頻繁にパリとイタリアを行き来するミズレイに代わって、ボローニャ、パルマ、マントヴァ、フィレンツェなど中部イタリアの主要都市を訪問し各都市に反乱委員会を結成させるなど、反乱の規模を拡大させる準備に努めた。
メノッティの構想はイタリアの全ての主要都市に地方委員会を設けて、それぞれがパリに作られるイタリア統一に関する中央委員会に結び付き、各都市で連携を図りながらイタリアの独立・統一・自由を獲得するというものであり、その最終目標はローマを首都とした立憲君主制の樹立にあった。この目標を達成するには蜂起だけでは不十分であり、ボナパルティストを計画に組み込む必要性を感じていた。そのためメノッティはフィレンツェに赴いてルイ・ボナパルトと接触したが、これはルイ＝フィリップを警戒させミズレイやフィリッポ・ブオナローティが築いたフランスからの支援を失う結果に繋がった。また、蜂起の準備が進む中で革命を擁護するモデナ公フランチェスコ4世はオーストリア帝国からの警告を受け、革命に加担するのか弾圧するのか浮足立っていた。

### 逮捕後

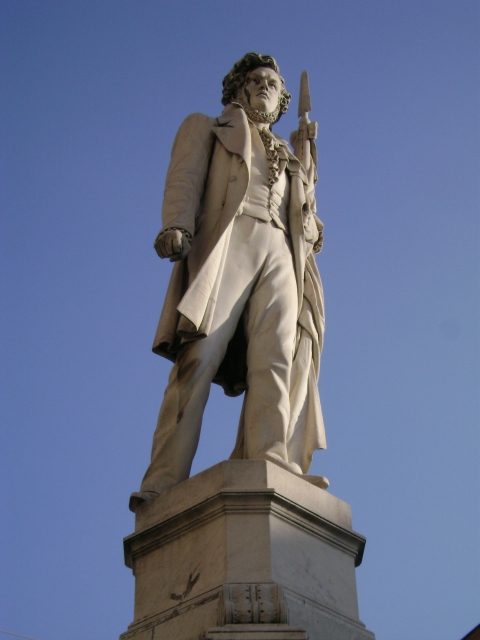
メノッティの記念像(モデナ)

結果、1831年2月3日、メノッティは蜂起を強行しようとしたものの間に合わずフランチェスコ4世の裏切りに遭って逮捕された。これにより二日後の2月5日にモデナで予定していた蜂起はリーダー逮捕で事実上頓挫した。
しかし2月4日にはモデナでなくボローニャで蜂起が成功していまい、中部イタリア革命が勃発。暴徒と化したボローニャ市民がモデナに大挙することを恐れたフランチェスコ4世はメノッティを人質としたままマントヴァへ逃れる。その後、3月26日までには中部イタリア革命はあらかた鎮圧されてしまい、メノッティはフランチェスコ4世に連行される形でモデナへと戻った。
そのおよそ二か月後、メノッティは裁判で革命を計画した罪で有罪となり、死刑判決を受けた。フランチェスコ4世の逃亡後、モデナ仮政府総裁を務めたヴィンチェンツォ・ボレッリも同時に死刑判決を受けている。そして判決が出たわずか数日後の1831年5月26日、モデナの広場で絞首刑が執行されメノッティは死去した。
なお、モデナ公国政府は死刑判決を出した事による暴動や反乱を防ぐため、死刑を執行した後にその判決を公表した。